# Harvey Martin
Harvey Banks Martin (Dallas, Texas, 16 november 1950 - Grapevine, Texas, 24 december 2001) was een Amerikaans Americanfootballspeler voor de Dallas Cowboys in de National Football League. Martin speelde als defensive end en won eenmaal de Super Bowl.